# Simopone marleyi
Simopone marleyi är en myrart som beskrevs av Arnold 1915. Simopone marleyi ingår i släktet Simopone och familjen myror. Inga underarter finns listade i Catalogue of Life.

## Bildgalleri

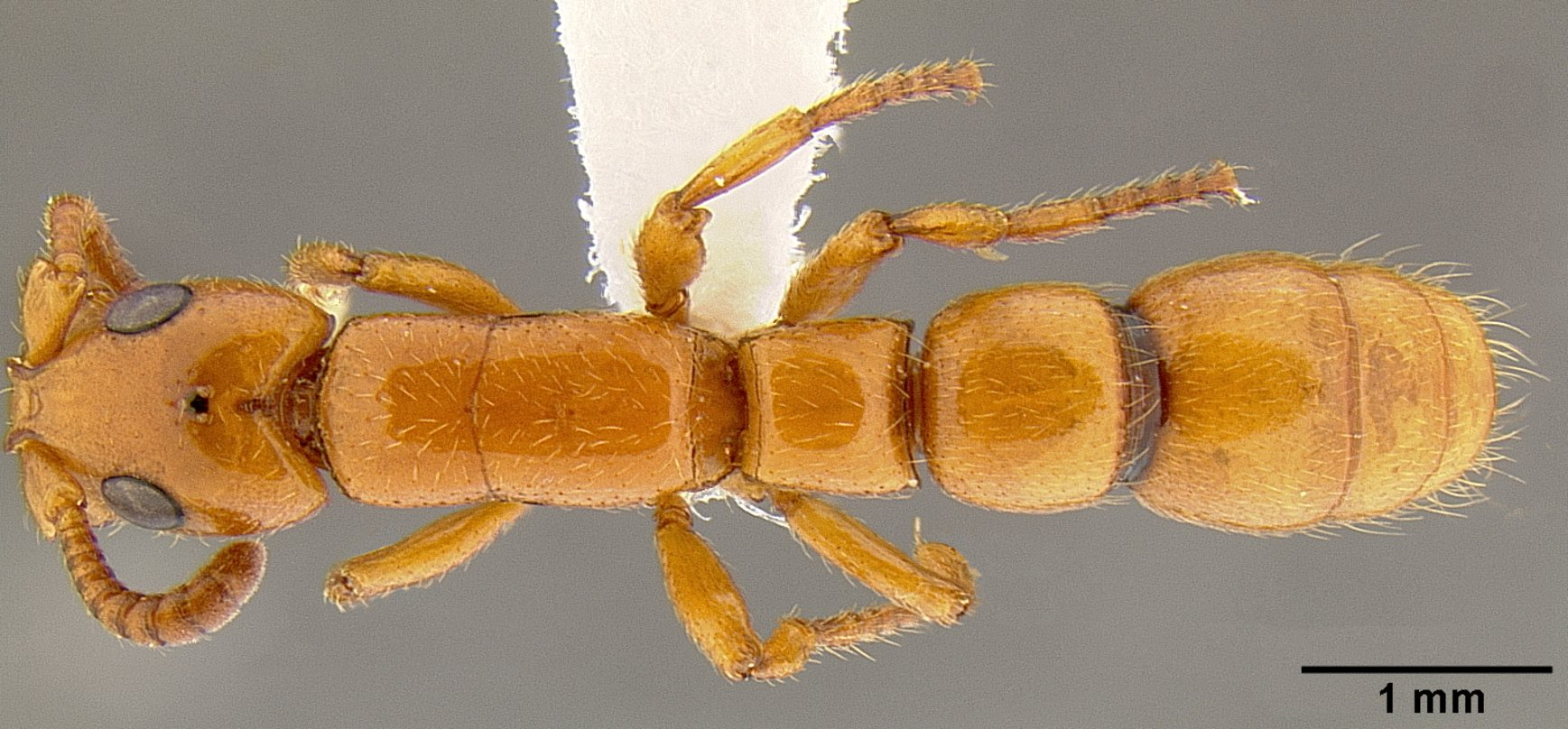
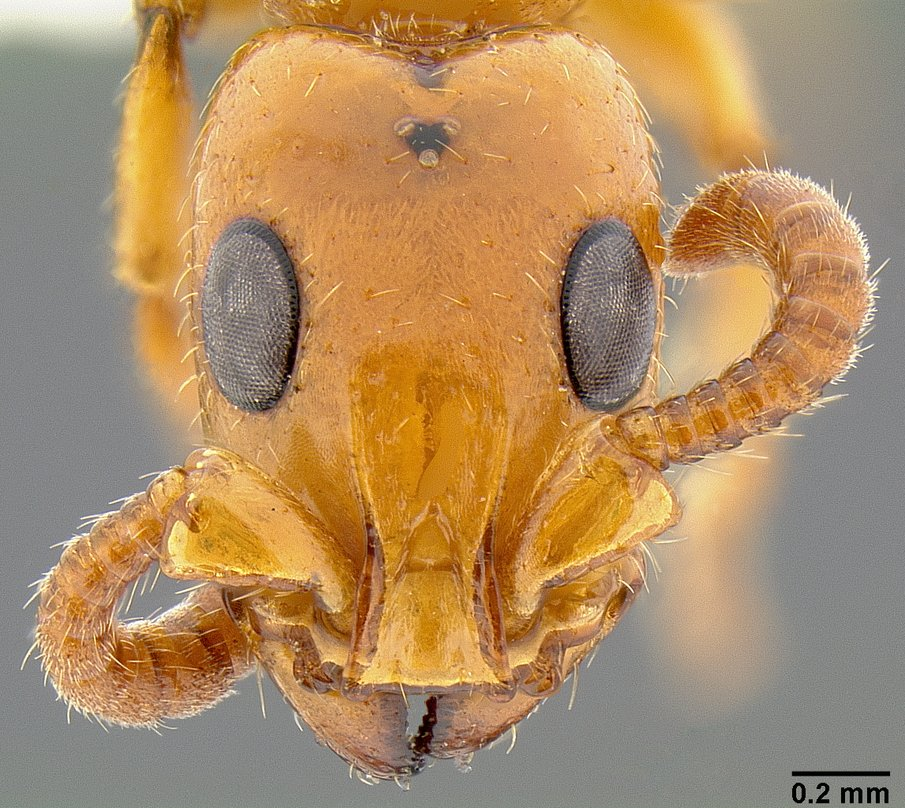
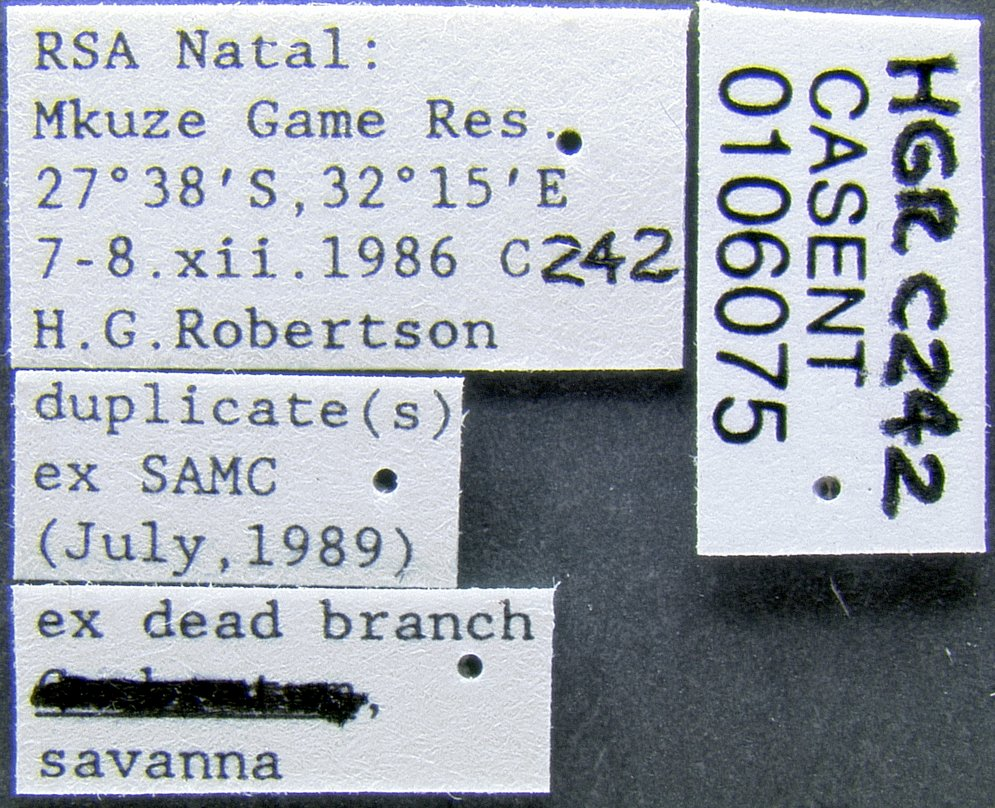
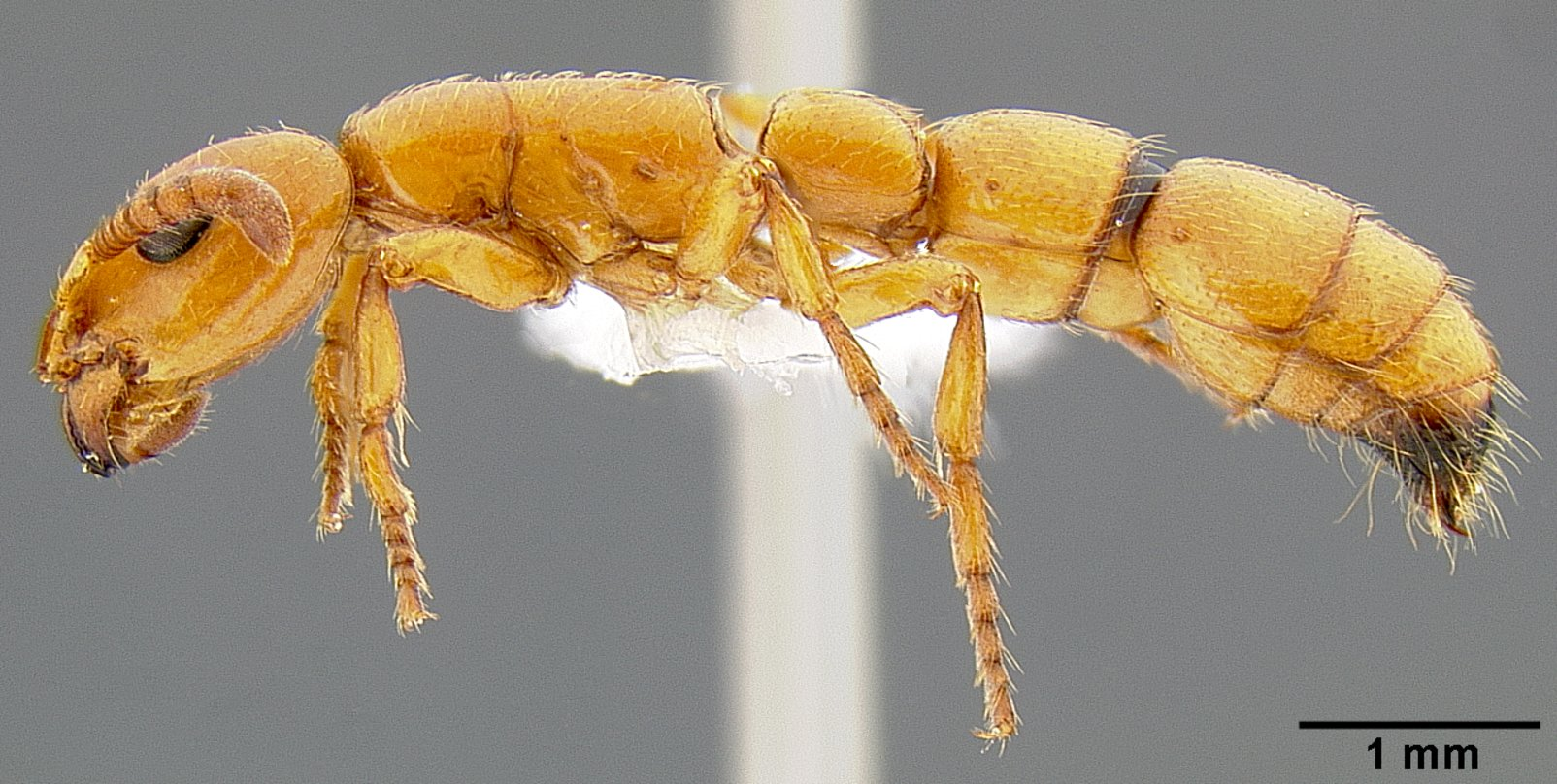